# Таш, Эрол
Эрол Таш (28 февраля 1926 — 8 ноября 1998) — турецкий киноактёр.

## Биография
Родился 28 февраля 1926 года в Эрзуруме. Когда Эролу было два года умер его отец, после этого семья переехала в Стамбул.
После окончания начальной школы в связи с тяжёлым финансовым положением был вынужден прервать обучение и рано начать работать. В детстве увлекался боксом.
В кинематограф Эрол Таш попал случайно. Однажды Эрол и его друзья помогли режиссёру Омер Лютфи Акаду, снимавшему фильм неподалёку от фабрики, на которой они работали, отбиться от хулиганов, напавших на его съёмочную группу.
После этого Эрол получил от Акада приглашение сыграть в боевой сцене. Затем он получил ещё несколько схожих предложений от других режиссёров. В этот период Эрол играл в основном небольшие роли в боевых сценах или роли людей низкого достатка. Затем его амплуа расширилось, но в основном он играл отрицательных персонажей.
Одну из наиболее известных ролей Эрол Таш сыграл в фильме Метина Эрксана «Засушливое лето». Другую свою знаменитую роль Эрол Таш сыграл в мини-сериале Юджеля Чакмаклы «Маленький Ага».
В поздний период творчества в конце 1980-х — начале 1990-х годов Эрол Таш сыграл несколько ролей положительных героев, например, в фильмах Тюркан Шорай и Мехмета Танрысевера.
Умер 8 ноября 1998 года от сердечного приступа.